# Desmidiaceae
Famille
Les Desmidiaceae (en français : Desmidiacées) sont, parmi les algues vertes, la principale famille de l'ordre des Desmidiales.
Elle compte de 32 (selon Bourelly[réf. nécessaire]) à 41 genres (selon species 2000[réf. nécessaire]) dont les principaux sont : Micrasterias, Closterium, Cosmarium, Desmidium, Staurastrum.

## Étymologie
Le nom vient du genre Desmidium, dérivé du grec δεσμοσ / desmos « ce qui sert à lier ; lien », en référence au fait que les cellules de cette algue ont tendance à se connecter à d'autres cellules du même genre.

## Liste des genres
Selon AlgaeBase (28 oct. 2012) :
- Actinotaenium (en) (Nägeli) Teiling
- Allorgeia (hr) Gauthier-Lièvre
- Amscottia Grönblad
- Aptogonum Ehrenberg ex Ralfs
- Arthrodesmus (en) Ehrenberg ex Ralfs
- Bambusina (en) Kützing ex Kützing
- Bourellyodesmus Compère
- Brachytheca Gontcharov & Watanabe
- Calocylindrus (Nägeli) O.Kirchner
- Cosmarium (en) Corda ex Ralfs
- Cosmocladium (en) Brébisson
- Croasdalea C.E.M.Bicudo & C.T.J.Mercante
- Cruciangulum D.B.Williamson
- Desmidium (en) C.Agardh ex Ralfs
- Docidium (en) Brébisson ex Ralfs
- Euastridium West & G.S.West
- Euastrum (en) Ehrenberg ex Ralfs
- Groenbladia (en) Teiling
- Haplotaenium (en) T.Bando
- Heimansia (en) Coesel
- Hyalotheca (en) Ehrenberg ex Ralfs
- Ichthyocercus West & G.S.West
- Ichthyodontum A.M.Scott & G.W.Prescott
- Mateola R.Salisbury
- Micrasterias (en) C.Agardh ex Ralfs
- Octacanthium (Hansgirg) P.Compère
- Onychonema (en) Wallich
- Oocardium (de) Nägeli
- Phymatodocis (en) Nordstedt
- Pleurotaeniopsis (P.M.Lundell) G.Lagerheim
- Pleurotaenium (en) Nägeli
- Prescottiella C.E.M.Bicudo
- Sphaerozosma (en) Corda ex Ralfs
- Spinocosmarium (vi) G.W.Prescott & A.M.Scott
- Spondylosium (en) Brébisson ex Kützing
- Staurastrum (en) Meyen ex Ralfs
- Staurodesmus (en) Teiling
- Streptonema Wallich
- Teilingia (de) Bourrelly
- Tetmemorus (en) Ralfs ex Ralfs
- Triplastrum Iyengar & Ramanathan
- Triploceras (en) J.W.Bailey
- Vincularia K.Fuciková & J.Kastovsky
- Xanthidium (en) Ehrenberg ex Ralfs

Selon Catalogue of Life (28 oct. 2012) :
- Actinotaenium
- Allorgeia
- Amscottia
- Arthrodesmus
- Bambusina
- Bourellyodesmus
- Brachytheca
- Cosmarium
- Cosmoastrum
- Cosmocladium
- Croasdalea
- Cruciangulum
- Desmidium
- Disphinctium
- Docidium
- Dysphinctium
- Echinella
- Euastrum
- Groenbladia
- Haplotaenium
- Heimansia
- Hyalotheca
- Ichthyocercus
- Ichthyodontum
- Micrasterias
- Onychonema
- Oocardium
- Phymatodocis
- Pleurotaeniopsis
- Pleurotaenium
- Prescottiella
- Sphaerozosma
- Spinocosmarium
- Spondylosium
- Staurastrum
- Staurodesmus
- Streptonema
- Teilingia
- Tetmemorus
- Triploceras
- Xanthidium

Selon ITIS (28 oct. 2012) :
- Actinotaenium (Naegeli) Teiling
- Arthrodesmus Ehrenberg Ex Ralfs, 1848
- Bambusina Kuetzing Ex Kuetzing, 1849
- Closterium J. Ralfs, 1848
- Cosmarium Ralfs, 1848
- Desmidium C. Agardh
- Euastrum Ehrenberg Ex Ralfs, 1848
- Groenbladia E. Teiling, 1952
- Hyalotheca Ehrenberg Ex Ralfs, 1848
- Micrasterias C. A. Agardh Ex Ralfs, 1848
- Penium Brebisson Ex Ralfs. 1848
- Phymatodocis Nordstedt, 1877
- Pleurotaenium Naegeli, 1849
- Sphaerozosma Corda Ex Ralfs, 1848
- Spinoclosterium C. Bernard, 1909
- Spinocosmarium Prescott & Scott, 1942
- Spondylosium Brebisson Ex Ralfs, 1848
- Staurastrum Meyen Ex J. Ralfs, 1848
- Staurodesmus Teiling, 1948
- Tetmemorus Ralfs, 1848
- Triploceras Bailey, 1851
- Xanthidium Ehrenberg Ex Ralfs, 1848

Selon NCBI (28 oct. 2012) :
- Actinotaenium
- Arthrodesmus
- Bambusina
- Cosmarium
- Cosmocladium
- Desmidium
- Docidium
- Euastrum
- Groenbladia
- Haplotaenium
- Heimansia
- Hyalotheca
- Micrasterias
- Onychonema
- Phymatodocis
- Pleurotaenium
- Sphaerozosma
- Spondylosium
- Staurastrum
- Staurodesmus
- Teilingia
- Tetmemorus
- Triplastrum
- Triploceras
- Xanthidium

Selon World Register of Marine Species (28 oct. 2012) :
- Actinotaenium (Nägeli) Teiling, 1954
- Allorgeia Gauthier-Lièvre, 1809
- Amscottia Groenblad, 1954
- Bambusina Kützing ex Kützing, 1849
- Bourrellyodesmus Compère, 1977
- Brachytheca A.A.Gontcharov & M.Watanabe, 1999
- Cosmarium Corda ex Ralfs, 1848
- Cosmocladium Brébisson, 1856
- Croasdalea C.E.M.Bicudo & C.T.J.Mercante
- Cruciangulum D.B.Williamson
- Cylindriastrum (W.B.Turner) G.M.Palamar-Mordvintseva
- Desmidium C.Agardh ex Ralfs, 1848
- Docidium Brébisson ex Ralfs, 1848
- Euastridium West & G.S.West, 1908
- Euastrum Ehrenberg ex Ralfs, 1848
- Groenbladia Teiling, 1952
- Haplotaenium T.Bando, 1988
- Heimansia Coesel, 1993
- Hyalotheca Ehrenberg ex Ralfs, 1848
- Ichthyocercus West & G.S.West, 1897
- Ichthyodontum A.M.Scott & G.W.Prescott, 1956
- Mateola R.Salisbury, 1936
- Micrasterias C.Agardh ex Ralfs, 1848
- Octacanthium (Hansgirg) P.Compère, 1996
- Onychonema G.C.Wallich, 1860
- Oocardium Nägeli, 1849
- Phycastrum Kützing ex Kützing, 1849
- Phymatodocis Nordstedt, 1877
- Pleurotaenium Nägeli, 1849
- Prescottiella C.E.M.Bicudo, 1940
- Schistochilium J.Ralfs
- Sphaerozosma Corda ex Ralfs, 1848
- Spinocosmarium G.W.Prescott & A.M.Scott, 1942
- Spondylosium Brébisson ex Kützing, 1849
- Staurastrum Meyen ex Ralfs, 1848
- Staurodesmus Teiling, 1948
- Streptonema Wallich, 1860
- Teilingia Bourrelly, 1964
- Tetmemorus Ralfs ex Ralfs, 1848
- Triplastrum Iyengar & Ramanathan, 1942
- Triploceras J.W.Bailey, 1851
- Vincularia K.Fuciková & J.Kastovsky, 2009
- Xanthidium Ehrenberg ex Ralfs, 1848
- Xanthidiastrum Delponte
- Echinella Acharius in F. Weber & D. Mohr, 1810
- Holacanthum (P.M.Lundell) N.Wille, 1890
- Holocystis Hassall ex Wallich, 1876
- Pleurotaeniopsis (P.M.Lundell) G.Lagerheim, 1887
- Tetrachastrum R.V.Dixon, 1859